# PRIVATE STORY
「PRIVATE STORY」（プライヴェート・ストーリー）は、日本のロックバンドであるPINKの楽曲。
1984年10月21日にEPIC・ソニーから2枚目のシングルとしてリリースされた。作詞は福岡ゆたかと菅原武彦、作曲は福岡ゆたかが担当している。
表題曲は、柴田恭兵とジョニー大倉主演の東宝映画『チ・ン・ピ・ラ』の主題歌として使用された。

## 制作、音楽性
1984年公開の東宝映画『チ・ン・ピ・ラ』の主題歌として制作され、AORのような楽曲でありつつ、逆にメロウに堕さないグルーヴィなサウンドとなっている。
当初は、東宝の制作関係者やEPIC・ソニーの宣伝担当と営業担当の提案で、映画のタイトルと同じ「チ・ン・ピ・ラ」にする予定だったが、PINKのメンバーが「タイトルがカッコ悪すぎる」と猛反発し、最終的に丸山茂雄がディレクターである福岡智彦に説得したものの、結局「PRIVATE STORY」のまま押し切ったという。

## リリース
1984年10月21日にEPIC・ソニーから7インチレコードのみでリリースされた。

## チャート成績
オリコンシングルチャートにおいて、最高位83位で、売り上げ枚数は0.5万枚となった。
シングルの売り上げと同時に、映画もヒットしなかったため、ディレクターの智彦は、後に「タイアップだから、露出の機会が多いから、だけではモノは売れないってことですね」としたうえで、「（当初のタイトル案であった）『チ・ン・ピ・ラ』というタイトル自体、あまり売れる気がしないですね」と語っている。

## 収録曲
| 全作曲: 福岡ゆたか、全編曲: PINK。 |                                         |                                       |            |      |
| #                                  | タイトル                                | 作詞                                  | 作曲・編曲 | 時間 |
| 1.                                 | 「PRIVATE STORY」                       | 福岡ゆたか 菅原武彦                   | 福岡ゆたか | 4:08 |
| 2.                                 | 「Shadow dance」(砂の雫/英語バージョン) | - 實川翔 - 訳詞: ジャイルズ・デューク | 福岡ゆたか | 3:49 |
| 合計時間:                          | 合計時間:                               | 合計時間:                             | 7:57       |      |

## 参加ミュージシャン

### PINK
- 福岡ユタカ - ボーカル
- 岡野ハジメ - ベース
- 矢壁アツノブ - ドラム
- ホッピー神山 - キーボード
- 渋谷ヒデヒロ - ギター
- スティーブ衛藤 - パーカッション

### GUESTS
- 吉田美奈子 - ヴォイス

## リリース日一覧
| No. | リリース日     | レーベル     | 規格       | 規格品番        | 備考 |
| --- | -------------- | ------------ | ---------- | --------------- | ---- |
| 1   | 1984年10月21日 | EPIC・ソニー | 07・5H-221 | 7インチレコード |      |

## 収録作品

### アルバム
| 楽曲              | アルバム            | 発売日        | 備考                                        |
| ----------------- | ------------------- | ------------- | ------------------------------------------- |
| 「PRIVATE STORY」 | 『DAYDREAM TRACKS』 | 1987年7月22日 | ベスト・アルバム                            |
| 「PRIVATE STORY」 | 『PINK BOX』        | 2013年5月22日 | - CD-BOX - Disc-7『レア・トラック集』に収録 |